# Smile (песма Лили Ален)
Smile је дебитантски сингл британске кантауторке Лили Ален скинут са њеног дебитантског албума Alright, Still.

## О песми
Лили Ален је на својој Мајспејс страници објавила да ће објавити свој први сингл који ће бити скинут са њеног албума Alright, Still. Када је песма 3. јула 2006. објављена на iTunesу недељу дана је била најпродаванији сингл. У Уједињеном Краљевству сингл је у другој недељи скочио са броја 13 на број 1 са продајом од 40.000 примерака. У САДу песма је продана у више од пола милиона примерака и добила је златни статус.

## Видео спот
Редитељка видео-спота је Софи Милер. У видеу се приказује Лили како се освећује свом бившем дечку, кога глуми Елиот Џордан. У почетку она плати неким гангстерима да га претуку. Затим га одведе у кафе бар где му убаци дрогу у кафу након чега они оду код ње, а он повраћа у њеном купатилу. Видео завршава тако што се Лили шета улицом и руга му се.

## Успеси
| Топ-листа            | Топ-листа        |
| Топ-листа (2006)     | Највиша позиција |
| -------------------- | ---------------- |
| Аустралија           | 14               |
| Аустрија             | 39               |
| Белгија              | 27               |
| Холандија            | 10               |
| Француска            | 16               |
| Немачка              | 67               |
| Ирска                | 6                |
| Нови Зеланд          | 6                |
| Италија              | 23               |
| Шведска              | 38               |
| Швајцарска           | 21               |
| Шпанија              | 20               |
| Уједињено Краљевство | 1                |
| Топ-листа (2007)     | Највиша позиција |
| Канада               | 86               |
| САД Билборд хот 100  | 49               |
| САД                  | 25               |
| САД                  | 8                |
| Сертификације        |                  |
| Држава               | Сертификација    |
| САД                  | Златна           |